# Okenia virginiae
Okenia virginiae Gosliner, 2004 è un mollusco nudibranchio della famiglia Goniodorididae.

## Distribuzione e habitat
Rinvenuta al largo delle coste del  Natal (Africa australe),  del Queensland (Australia), dell'emirato di Oman (Penisola arabica).